# Mehrfachkodierung
Der Begriff Mehrfachkodierung (auch Multicodierung oder Multicodalität) bezeichnet das Vorhandensein unterschiedlicher Symbolsysteme in einem Medium. Multicodalität liegt z. B. vor, wenn eine Information sowohl durch einen Text (sprachlich) als auch durch ein Bild (piktorial) vermittelt wird.
Im Bereich der Didaktik gilt Multicodalität als bekannte Forderung an die Gestaltung von Unterricht. Durch parallele Verwendung mehrerer Symbolsysteme kann unter bestimmten Voraussetzungen die Wahrscheinlichkeit des Verstehens und Lernens erhöht werden.
Im Bereich von Literatur und Film bezeichnet Mehrfachkodierung das Ineinanderschieben von mehreren Genres und deren Wert- und Bedeutungsebenen. Beispielsweise kann ein wissenschaftliches Thema auch in Form eines Krimis oder eines Comics dargestellt werden.
Davon abzugrenzen ist der Begriff der Multimodalität, der sich auf die Nutzung unterschiedlicher Sinneskanäle bezieht. Sprache kann z. B. visuell oder auditiv aufgenommen werden.

## Einzelnachweis
1. ↑  Lexikon der Filmbegriffe Abgerufen am 30. Mai 2017